# Непрямые выборы
Непрямые выборы (косвенные выборы, многостепенные выборы, многоступенчатые выборы) — избирательная система, при которой воля избирателя опосредуется специальными лицами — выборщиками или специальными органами.

## История
В своё время система выборщиков давала возможность принимать участие в выборах избирателям на огромной территории, в то время как провести повсеместное всеобщее голосование просто не представлялось возможным.
- Сенат США до принятия Семнадцатой поправки к Конституции США (1913).
- Первая палата (швед. Första kammaren) Риксдага Швеции до 1970.
- Президент Республики Корея (до 1988).
- Президент Финляндии до 1988 избирался двухстепенными выборами.
- Президент Турции до 2007.
- В России в 2005—2012 действовало наделение полномочиями высшего должностного лица субъекта Российской Федерации.

## Сущность и разновидности
В системе косвенных выборов избиратели выбирают выборщиков или специальный орган, которые, в свою очередь, избирают должностное лицо на соответствующую должность.

## Многостепенные выборы
Косвенные выборы могут иметь две и более ступени, хотя выборы в три или четыре ступени встречаются в настоящее время редко.

### Двухстепенные выборы
Двухстепенными выборами избираются, например:
- Президент США избирается Коллегией выборщиков[2]
- Раджья Сабха — верхняя палата Парламента Индии[2]
- В Российской Федерации в настоящее время элементы косвенных выборов можно выделить при формировании Совета Федерации
- Выборы Президента Эстонской Республики

### Трёхстепенные выборы
Трёхстепенными выборами формируется:
- Часть Сената Франции — избиратели голосуют за муниципальных советников, последние назначают делегатов, которые, в свою очередь, избирают сенаторов[2].

## Избираемые органы и лица
| Глава государства | Нижняя палата или однопалатный парламент | Верхняя палата |
| --- | ---------------------------------------- | -------------- |
| |                                          |                |
| Избирается законодательным органом Избирается коллегией выборщиков или местными законодательными органами Частично избирается коллегией выборщиков, местными законодательными органами или назначается главой государства Нет прямых выборов |                                          |                |

- Однопалатный парламент, например Всекитайское собрание народных представителей.

### Межпарламентские организации
- Парламентская ассамблея НАТО
- Парламентская ассамблея ОБСЕ
- Парламентская ассамблея Совета Европы

### Глава государства
- Президент Бангладеш
- Президент Бурунди
- Президент Вануату
- Президент Венгрии
- Президент Вьетнама
- Федеральный президент Германии (избирает Федеральное собрание).
- Президент Греции
- Президент Израиля
- Президент Индии
- Высший руководитель Ирана
- Президент Италии
- Председатель КНР
- Президент Латвии
- Президент Ливана
- Президент Мадагаскара
- Президент Мьянмы
- Президент Пакистана
- Президент США избирается Коллегией выборщиков[2]
- Президент Тринидада и Тобаго
- Президент Эстонской Республики
- Президент Южно-Африканской Республики

### Верхняя палата
Верхняя палата двухпалатного парламента
- Сенат Бельгии
- Бундесрат Германии.
- Раджья Сабха — верхняя палата Парламента Индии[2]
- Сенат Ирландии
- Сенат Парламента Республики Казахстан
- Первая палата (нидерл. Eerste Kamer) Генеральных штатов Нидерландов.
- Совет Федерации России.
- Сенат Франции.

### Местное самоуправление
- Олдермены в Великобритании.
- Глава администрации Гонконга
- Мэры в Норвегии.
- Исполнительно-распорядительный орган местного самоуправления, например, местная администрация или глава муниципального образования (мэр) во многих городах России.